# Красивое (Харьковская область)
Красивое (укр. Красиве) — село, Одрадовский сельский совет, Первомайский район, Харьковская область.
Код КОАТУУ — 6324586002. Население по переписи 2001 года составляет 175 (80/95 м/ж) человек.

## Географическое положение
Село Красивое находится на правом берегу реки Берека,
выше по течению на расстоянии в 3 км расположено село Отрадово,
ниже по течению на расстоянии в 1 км расположено село Ракитное.
Река в этом месте сильно заболочена, образует озёра и лиманы.

## История
- 1700 — дата основания.

## Экономика
- Молочно-товарная ферма.

## Достопримечательности
- Братская могила советских воинов. Похоронено 378 воинов.